# SC Neukirchen
Der Sportclub Neukirchen 1864 e. V. gehört zu den größten Sportvereinen im Schwalm-Eder-Kreis und ist mit fast 600 Mitgliedern eine bedeutende gesellschaftliche Kraft innerhalb der Stadt Neukirchen. Zurzeit sind die Abteilungen Fußball, Turnen/Gymnastik, Triathlon/Leichtathletik und Radfahren im Verein aktiv. Die Fußball- und Turnabteilung sind mit Abstand die größten Sparten im SCN.

## Geschichte
Überregional bekannt wurde der SC Neukirchen durch die 1. Fußballmannschaft, die zwischen 1995 und 1999 in der Regionalliga Süd sowie von 1992 bis 1995 und 1999 bis 2003 in der Oberliga Hessen spielte. 2003 beantragte der Verein keine Lizenz für die folgende Spielzeit und zog sich am Saisonende freiwillig aus der Oberliga zurück. Zu den größten sportlichen Erfolgen gehört neben dem Regionalliga-Aufstieg 1995 der dreimalige Gewinn des Hessenpokals in den Jahren 1985, 1995, 1997 sowie zuletzt mit der ü35 im Jahr 2024. Im Hessenpokal erreichte der Verein vier weitere Male das Finale in den Jahren 1991, 1996, 1998 und 2002.
Nach mehreren Ab- und Aufstiegen spielt die erste Mannschaft des SCN derzeit in der Gruppenliga. Die Reserve spielt in der Kreisliga A. In der Jugend (A- bis D-Jugend) spielt der SCN zusammen mit dem VfB Schrecksbach und anderen Vereinen als Spielgemeinschaft JSG Schrecksbach/Neukirchen. In der E-Jugend als JSG Neukirchen/Ottrau. Die F- und G-Jugend ist eigenständig als SC Neukirchen.

## Bekannte Spieler
- Željko Buvač
- Sven Hoffmeister
- Heiko Liebers
- Volker Münn
- Dirk Rammenzweig